# پتردن امارجیناتوس
پتردن امارجیناتوس (نام علمی: Pterodon emarginatus) نام یک گونه از تیره باقلاییان است.